# 우의제
우의제(禹義濟, 1944년 12월 5일 경기도 화성시~ )는 하이닉스반도체 대표이사 사장을 지낸 대한민국의 기업인이다.

## 학력
- 서울대학교 경제학과

## 경력
- 한국외환은행 여의도본부장
- 한국외환은행 영업총괄부장
- 한국외환은행 소매금융본부장
- 한국외환은행 부행장
- 하이닉스반도체 대표이사 사장
- 한국반도체산업협회 부회장
- 하이셈 회장
- 인하대 경영학부 초빙교수